# Mariakapel (Itteren)

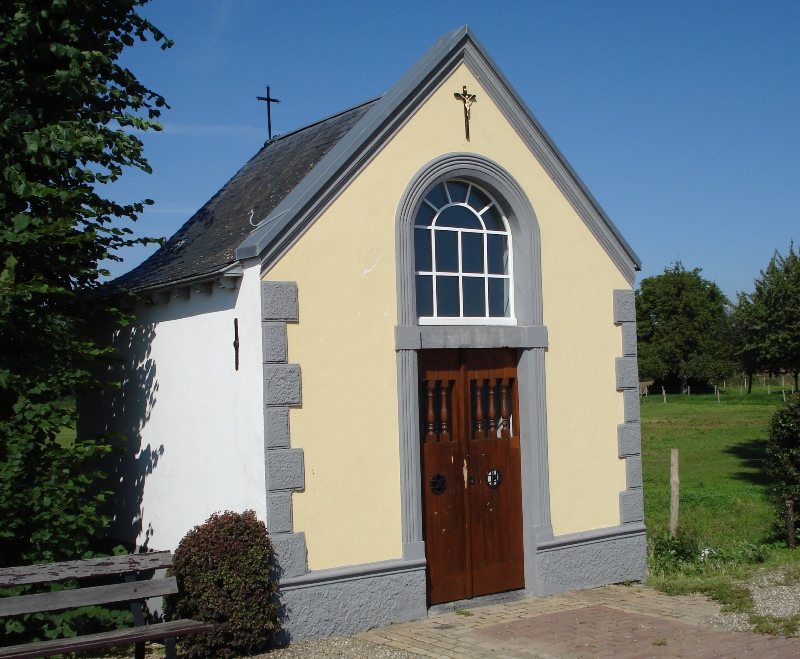
Mariakapel van Itteren

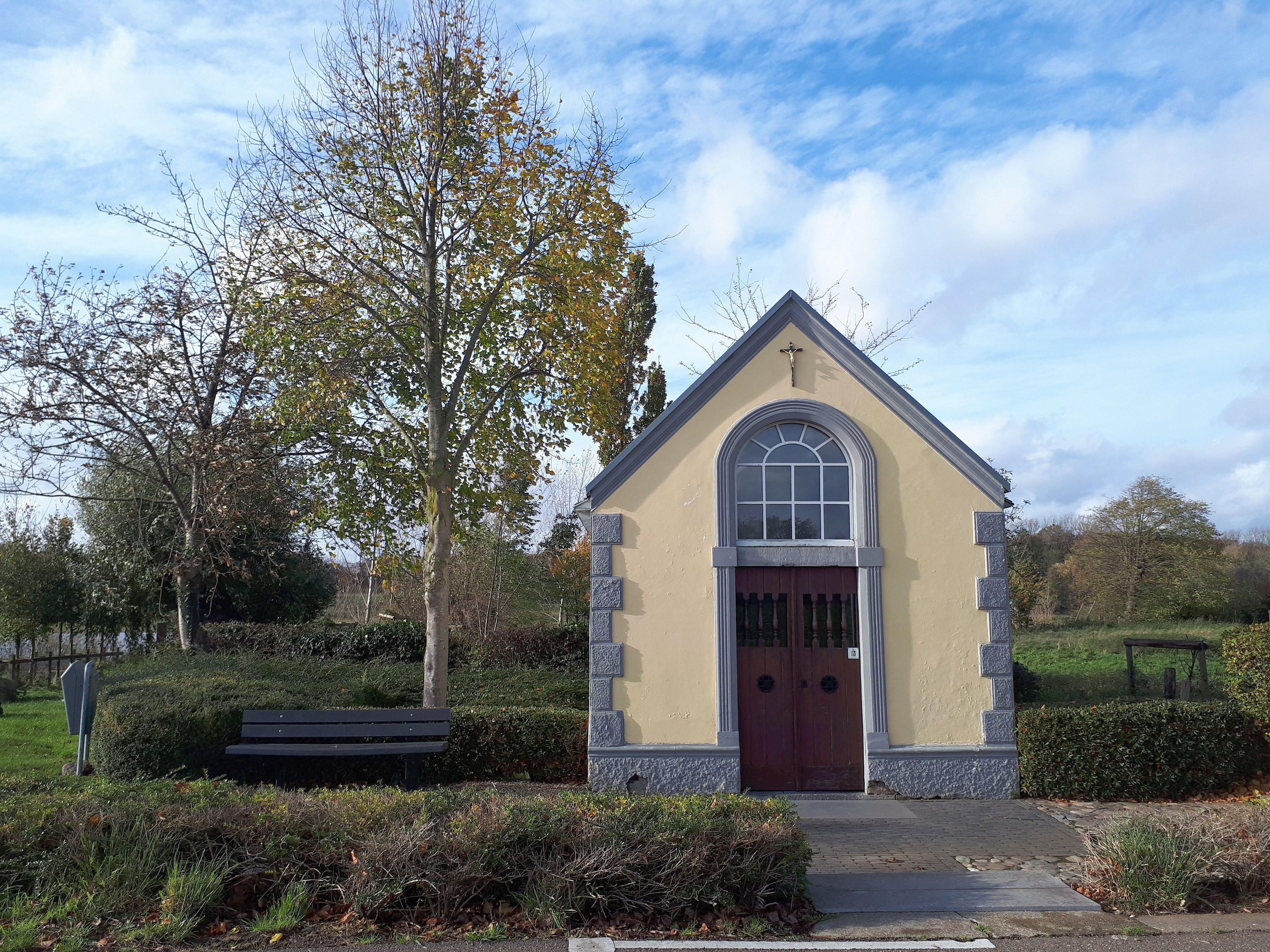
Mariakapel (Itteren)

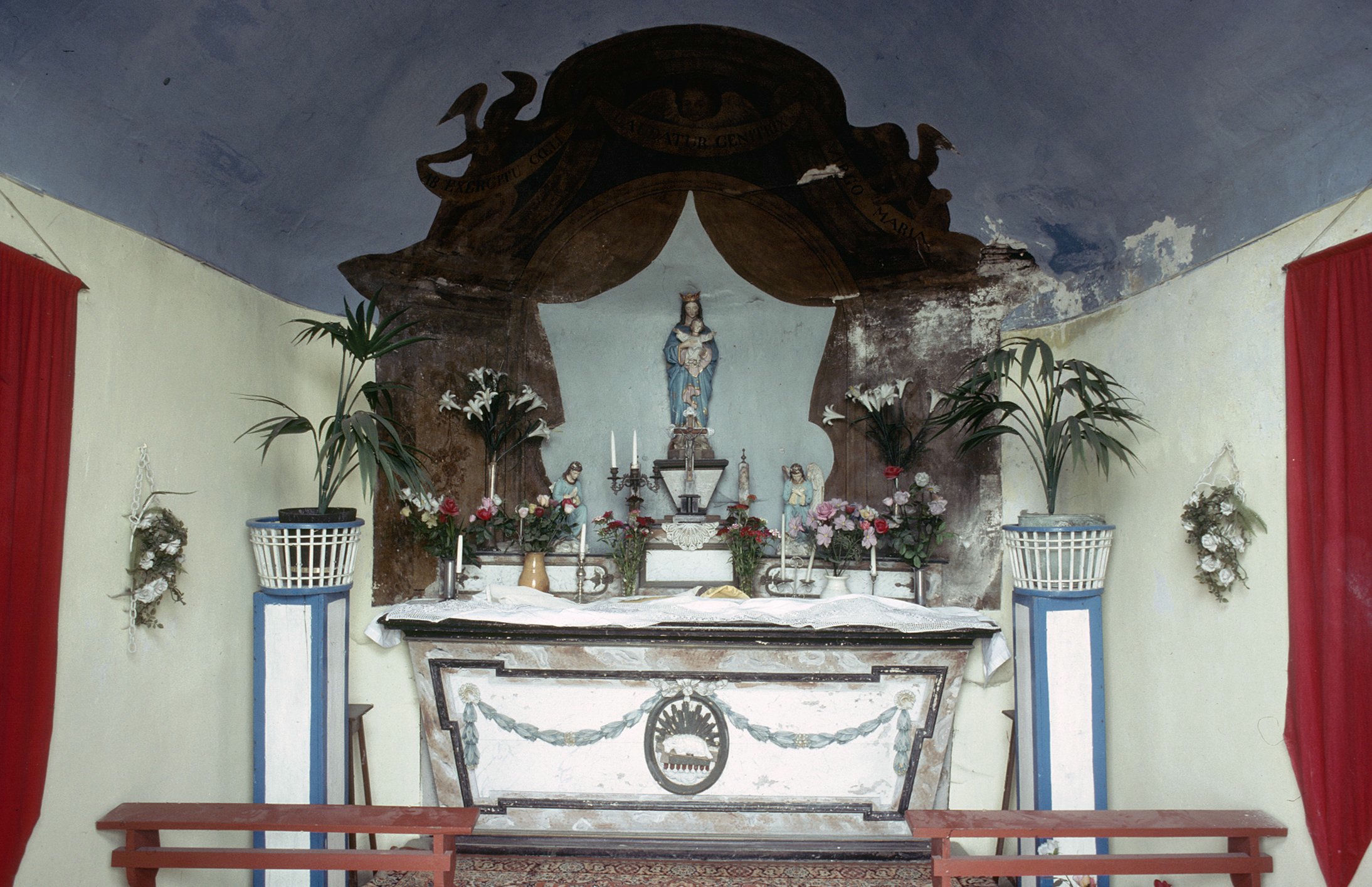
Altaar in de kapel

De Mariakapel is een kapel in Itteren in de Nederlands Zuid-Limburgse gemeente Maastricht. De kapel staat aan de Pasestraat ten zuidwesten van het dorp op minder dan honderd meter van rivier de Maas. Minder dan 500 meter naar het noordoosten staat de Sint-Martinuskerk.
De kapel is gewijd aan Maria.

## Geschiedenis
In 1841 werd de kapel reeds gebouwd.
Op 10 mei 1966 werd de kapel ingeschreven in het rijksmonumentenregister.
In 1998 werd de kapel gerestaureerd.

### Overlevering
Het Mariabeeldje zou volgens de overlevering onder de Sint Servaasbrug gevonden zijn. Het werd toen een tijdje in een boom geplaatst waar het werd vereerd, waarna het gegeven werd aan de koster van Itteren. De koster bewaarde het beeld 45 jaar lang in een kist. Toen de koster een zenuwziekte kreeg en het beeld in de armen nam, zou de man zijn genezen. De koster schonk het Mariabeeldje aan de nieuw gebouwde kapel.

## Bouwwerk
De kapel is gebouwd in neoclassicistische stijl op een rechthoekig plattegrond met een ronde apsis en wordt gedekt door een zadeldak met leien. Op de achtergevel is een metalen kruis aangebracht. De gevels van de kapel zijn wit geschilderd, behalve de frontgevel die geel geschilderd is en voorzien is van een grijs geschilderde plint en (alleen in de frontgevel) een grijze hoekketting. In de frontgevel bevindt zich een rondboogvormig bovenlicht en eronder de ingang. De ingang heeft houten deuren met ronde balusters.
In de kapel staat een tafel die afkomstig is van het hoofdaltaar van de parochiekerk en is naar het ontwerp van Mathias Soiron. Op het altaar staat een houten madonnabeeldje met kindje Jezus. Op de achterwand is een triomfboog geschilderd.

## Trivia
In het zevende seizoen van het televisieprogramma Hunted, in het najaar van 2022 uitgezonden op NPO 3, vormde de Mariakapel het decor van de finale. In het programma probeert een aantal ‘doodgewone Nederlanders’ uit handen te blijven van een fictief opsporingsteam. De Maas ter hoogte van de kapel was het 'extractiepunt' waar de deelnemers Nederland moesten verlaten.